# Chionaema cantonensis
Chionaema cantonensis är en fjärilsart som beskrevs av Daniel 1953. Chionaema cantonensis ingår i släktet Chionaema och familjen björnspinnare. Inga underarter finns listade i Catalogue of Life.